# Lee Hall

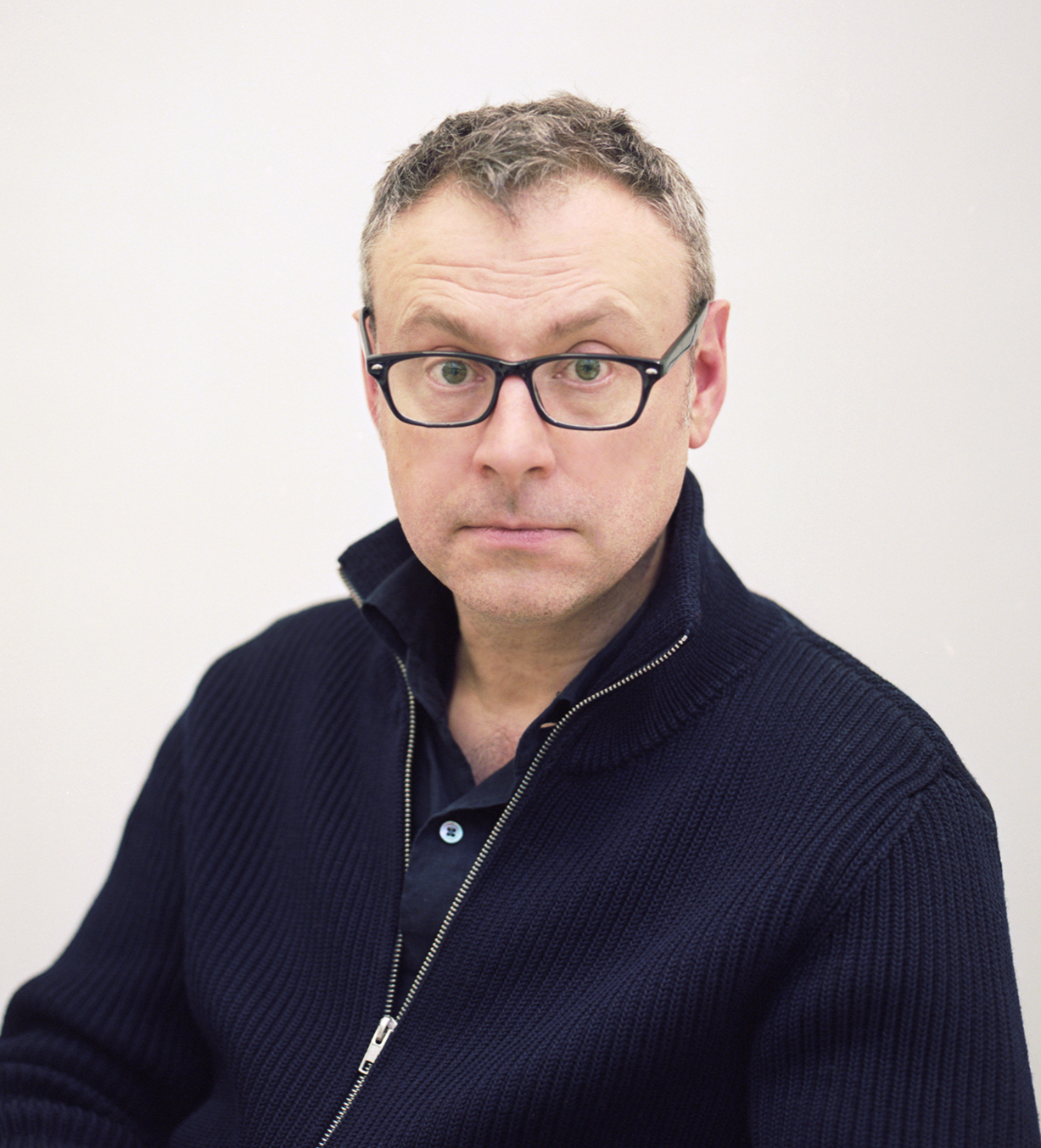
Lee Hall

Lee Hall (* 20. September 1966 in Newcastle upon Tyne, England) ist ein britischer Dramatiker und Drehbuchautor. Internationale Bekanntheit erlangte er insbesondere ab der Jahrtausendwende durch sein Drehbuch zum Film Billy Elliot – I Will Dance. Es folgten weitere Bühnenstücke und vermehrt Drehbücher, darunter die Romanverfilmungen Gefährten und Stolz und Vorurteil (mit Keira Knightley) sowie die Biopics Rocketman (mit Taron Egerton als Sir Elton John) und Victoria & Abdul (mit Dame Judi Dench als Queen Victoria und Ali Fazal als Abdul Karim).

## Leben
Lee Hall besuchte eine Gesamtschule und studierte danach Englisch an der Universität von Cambridge. Nach dem Studium arbeitete er als Mittelbeschaffer für das Jugendtheater in Newcastle und für das Gate Theatre in Notting Hill.
Halls Durchbruch als Autor erfolgte im Jahre 1997, als sein Hörspiel Spoonface Steinberg von der BBC gesendet wurde, die Geschichte eines krebskranken, autistischen Mädchens, die er im Jahr 1998 auch für das Fernsehen und 2000 für die Bühne adaptierte.
2010 verfasste er das Drehbuch zu Toast, im Jahr darauf war er an Gefährten als Drehbuchautor beteiligt. 2017 wurde Victoria & Abdul veröffentlicht, an dessen Drehbuch er mitwirkte. Rocketman, eine Filmbiographie über Elton John, folgte 2019. Mit John zusammen hatte er Jahre zuvor sein Drehbuch zu Billy Elliot als Bühnenmusical adaptiert und dafür unter anderem eine Tony-Nominierung in der Sparte Musik erhalten (John für die Musik, Hall für die Liedtexte).

## Werke

### Dramen
- 1995: I Luv You Jimmy Spud
- 1997: The Love Letters of Ragie Patel
- 1997: The Sorrows of Sandra Saint
- 1997: Spoonface Steinberg (urspr. als Hörspiel; 1998 Fernseh-, 2000 Bühnenumsetzung)
- 1999: Cooking with Elvis
- 2000: NE1
- 2001: The Chain Play
- 2005: Child of the Snow
- 2005: Two's Company
- 2007: The Pitmen Painters
- 2014: Shakespeare in Love
- 2015: Our Ladies of Perpetual Succour
- 2017: Network

### Drehbücher
- 2000: Billy Elliot – I Will Dance (Billy Elliot)
- 2001: Gabriel and Me
- 2005: Stolz und Vorurteil (Pride and Prejudice)
- 2006: The Wind in the Willows
- 2010: Toast
- 2011: Gefährten (War Horse)
- 2017: Victoria & Abdul
- 2019: Rocketman
- 2019: Cats

### Musicals
- 2005: Billy Elliot the Musical

### Opern
- 2011: Beached

### Übersetzungen
- Herr Puntila und sein Knecht Matti von Bertolt Brecht (Übersetzung aus dem Deutschen: Mr Puntila and His Man Matti, 1998)
- Der Diener zweier Herren von Carlo Goldoni (Übersetzung aus dem Italienischen: A Servant to Two Masters, 1999)
- Mutter Courage und ihre Kinder von Bertolt Brecht (Übersetzung aus dem Deutschen: Mother Courage and Her Children, 2000)
- Op Hoop van Zegen von Herman Heijermans (Übersetzung aus dem Niederländischen: The Good Hope, 2001)

## Auszeichnungen
Laurence Olivier Award
- 2006: Best New Musical – Billy Elliot the Musical – gewonnen
- 2017: Best New Comedy – Our Ladies of Perpetual Succour – gewonnen
- 2018: Best New Play – Network – nominiert

Tony Award
- 2009: Best Book of a Musical – Billy Elliot the Musical – gewonnen
- 2009: Best Original Score – Billy Elliot the Musical (mit Elton John) – nominiert

Weitere Theaterpreise
- 2008: Evening Standard Award: Best Play – The Pitmen Painters – gewonnen
- 2009: Drama Desk Award, Outstanding Book of a Musical – Billy Elliot the Musical – gewonnen
- 2009: Drama League Award, Distinguished Production of a Musical: Billy Elliot the Musical (mit Elton John) – gewonnen
- 2009: Outer Critics Circle Award, Outstanding New Score: Billy Elliot the Musical (mit Elton John) – gewonnen

BAFTA
- 2001: Best Original Screenplay – Billy Elliot – nominiert

Oscar
- 2001: Best Original Screenplay – Billy Elliot – nominiert

Goldene Himbeere
- 2020: Schlechtestes Drehbuch – Cats – nominiert

Weitere Filmpreise
- 1999: Pearson Playwrights’ Scheme Award – gewonnen
- 2000: British Independent Film Award, Best Screenplay – Billy Elliot – gewonnen
- 2011: Satellite Award, Best Adapted Screenplay – Gefährten (War Horse, mit Richard Curtis) – nominiert
- 2018: Satellite Award, Best Adapted Screenplay – Victoria & Abdul – nominiert